# 鄭再傳
鄭再傳（1924年8月15日—1998年6月13日），臺灣新竹市人，中國國民黨政治人物、民意代表，1964年當選新竹縣議員，1982年獲選為新竹市議會首任議長。1988年7月，当选国民党第十三届候补中央委员，1993年8月、1997年8月獲聘为国民党第十四、十五届中央评议委员。

## 生平
鄭再傳出生於竹塹世家，先祖由福建省南安縣迁移至竹堑，家族世代以土地代書業相傳，父親鄭先禮擔任「甲長」及「保正」多年，急公好義夙為鄰里所敬重。鄭再傳為父親次子，其父曾囑咐其偕弟鄭聖傳到私塾學習漢文，隨蔣培忠研習漢文約半年。1932年就讀於新竹第一公學校。其曾獲表町區會主任書記暨第七區區長李子賢、企業家林山燕提攜，將家族產業自土地代書本行逐步延伸至房地產業、旅館業、餐飲業。1964年間投入政治競選民意代表，歷任新竹縣第六至九屆縣議員、新竹縣議會第十屆議長、新竹市議會第一至二屆議長，擔任民意代表期間達25年之久。1967年，在新竹古奇峰獻地興建普天宮，並出資興建高120尺關聖帝君巨型神像，另組織「古奇峰觀光事業股份有限公司」開闢「古奇峰育樂園」。1972年，捐地創辦新竹市仁愛之家庇蔭無依幼童、晚年捐款甘肅省定西縣平定村小學協助重建校舍。1986年5月20日，獲美國金山大學華克校長親頒商學名譽博士學位。1997年12月妻逝，鄭再傳哀慟逾恒引發舊疾，1998年6月13日因肝昏迷病逝，年75歲。

## 雅趣
鄭再傳平生嗜好古董、字畫、雅石、木雕等文物收藏，曾出資舉辦「竹塹古今名人畫展」、「古今梅竹畫展」、「竹塹先賢書畫展」及「台灣文獻書畫─鄭再傳收藏展」等展覽。其女鄭逸榛在父親1998年去世後，將「古奇峰育樂園」異名為「鄭再傳紀念公園」，免費提供遊客、市民作為休閒運動場所，逢假日即開放文物館供遊客、信徒免費參觀。

## 家庭
鄭再傳與妻子鄭戴月霞育有子女八人，長子鄭興家（心家）為中華大學及「旭佳實業」與「旭嘉聯合科技」等公司董事、次子鄭隆家為「竹美建設公司」董事長、三子鄭建家為「家華大飯店」與「宏家建設公司」董事長和「鄭土地代書」負責人、四子鄭銘家為「建銘建設公司」董事長、五子鄭燊家為「優雅不織布公司」董事，鄭再傳家族一共成立、經營有5家建設公司，其中鄭燊家為茶葉藏家，各類茶葉收藏數量達數10噸。長女鄭金淑、次女鄭金珠、三女鄭金美（逸榛）皆有成家。

## 外部連結
- 新竹市普天宮創建人鄭再傳介紹